# Georg Ehrnrooth
Georg Larsson Ehrnrooth, född 20 november 1940 i Helsingfors, är en finländsk industriman. 
Ehrnrooth, som blev diplomingenjör 1965, var verkställande direktör för Oy Lohja Ab (sedermera Oy Metra Ab och Wärtsilä Oyj Abp efter fusioner och namnbyten) 1979–2000. Han har varit styrelsemedlem i bland annat Oy Karl Fazer Ab, Nokia Oyj, Sampo Oy och Industrins centralförbund (även ordförande). Han tilldelades bergsråds titel 1993. 

## Utmärkelser
- Kommendörstecknet av I klass av Finlands Vita Ros’ orden[3]
- Kommendör av 1. klass av Nordstjärneorden[3]
- Kommendörstecknet av Finlands Lejons orden[3]
- Förbundsrepubliken Tysklands förtjänstorden - stora kommendörskorset med stjärna[3]

[Redigera Wikidata]